# Jünkerath
Jünkerath település Németországban, Rajna-vidék-Pfalz tartományban. Lakosainak száma 1852 fő (2023. december 31.).

## Népesség
A település népességének változása:
| Lakosok száma | 1769 | 1813 | 1777 | 1806 | 1836 | 1852 |
|               | 1975 | 2017 | 2019 | 2021 | 2022 | 2023 |